# 1945 v hudbě
Tento článek obsahuje události související s hudbou, které proběhly v roce 1945.

## Narození
- 3. leden – Stephen Stills
- 10. leden – Rod Stewart
- 15. leden – Joan Johnson (The Dixie Cups)[zdroj⁠?!]
- 19. leden – Rod Evans (Deep Purple, Captain Beyond)
- 20. leden – Eric Stewart, (The Mindbenders, 10cc)[zdroj⁠?!]
- 26. leden – Ashley Hutchings, Fairport Convention[zdroj⁠?!]
- 27. leden – Nick Mason, Pink Floyd
- 6. únor – Bob Marley, (†1981)
- 14. únor – Vic Briggs
- 26. únor – Bob Hite, Canned Heat
- 6. březen – Hugh Grundy (The Zombies)[zdroj⁠?!]
- 7. březen – Arthur Lee (Love)
- 8. březen – Micky Dolenz, (The Monkees)[zdroj⁠?!]
- 9. březen – Robin Trower (Procol Harum)[zdroj⁠?!]
- 14. březen – Walter Parazaider, Chicago[zdroj⁠?!]
- 28. březen – Charles Portz (The Turtles)[zdroj⁠?!]
- 30. březen – Eric Clapton (Cream)
- 1. duben – John Barbata (Jefferson Starship)[zdroj⁠?!]
- 9. duben – Steve Gadd[zdroj⁠?!]
- 13. duben – Lowell George (Little Feat)
- 14. duben – Ritchie Blackmore (Deep Purple, Rainbow)
- 25. duben – Björn Ulvaeus, singer and songwriter (ABBA)
- 25. duben – Stu Cook (Creedence Clearwater Revival)
- 2. květen – Goldy McJohn, Steppenwolf[zdroj⁠?!]
- 4. květen – George Wadenius (Blood, Sweat & Tears)[zdroj⁠?!]
- 6. květen – Bob Seger
- 9. květen – Steve Katz, Blues Project, Blood, Sweat & Tears
- 12. květen – Ian McLagan, The Faces
- 13. květen – Magic Dick, The J. Geils Band[zdroj⁠?!]
- 19. květen – Pete Townshend, The Who
- 24. květen – Priscilla Presley, manželka Elvise Presleyho
- 28. květen – John Fogerty (Creedence Clearwater Revival)
- 29. květen – Gary Brooker, (Procol Harum)[zdroj⁠?!]
- 1. červen – Linda Scott[zdroj⁠?!]
- 2. červen – Lord David Dundas, singer and composer[zdroj⁠?!]
- 4. červen – Gordon Waller, (Peter and Gordon)[zdroj⁠?!]
- 14. červen – Rod Argent, The Zombies, Argent[zdroj⁠?!]
- 28. červen – Dave Knights, Procol Harum[zdroj⁠?!]
- 1. červenec – Debbie Harry, (Blondie)
- 6. červenec – R. K. Elswit (Dr. Hook & the Medicine Show)[zdroj⁠?!]
- 15. červenec – Peter Lewis (Moby Grape)[zdroj⁠?!]
- 18. červenec – Danny McCulloch (The Animals)[zdroj⁠?!]
- 20. červenec – John Lodge (The Moody Blues)[zdroj⁠?!]
- 23. červenec – Dino Danelli, The Rascals[zdroj⁠?!]
- 18. srpen – Barbara Harris (The Toys)[zdroj⁠?!]
- 19. srpen – Ian Gillan, (Deep Purple)
- 24. srpen – Ken Hensley (Uriah Heep)
- 31. srpen – Van Morrison
- 8. září – Ron McKernan (Grateful Dead)
- 8. září – Kelly Groucutt (Electric Light Orchestra)[zdroj⁠?!]
- 15. září – Jessye Norman († 30. září 2019)
- 17. září – Danny Rivera[zdroj⁠?!]
- 19. září – David Bromberg[zdroj⁠?!]
- 25. září – Onnie McIntire (Average White Band)[zdroj⁠?!]
- 26. září – Bryan Ferry, (Roxy Music)
- 1. říjen – Donny Hathaway, (†1978)[1]
- 2. říjen – Don McLean
- 9. říjen – Chucho Valdés[zdroj⁠?!]
- 10. říjen – Alan Cartwright (Procol Harum)[zdroj⁠?!]
- 26. říjen – Leslie West (Mountain)
- 31. říjen – Russ Ballard, Argent[zdroj⁠?!]
- 8. listopad – Donald Murray (The Turtles)[zdroj⁠?!]
- 10. listopad – Donna Fargo[zdroj⁠?!]
- 11. listopad – Chris Dreja, (The Yardbirds)
- 11. listopad – Vincent Martell, Vanilla Fudge[zdroj⁠?!]
- 12. listopad – Neil Young
- 15. listopad – Anni-Frid Lyngstadová, (ABBA)
- 20. listopad – Dan McBride (Sha Na Na)[zdroj⁠?!]
- 26. listopad – John McVie, (Fleetwood Mac)
- 1. prosinec – Bette Midler[zdroj⁠?!]
- 10. prosinec – Toots Hibbert, Toots & the Maytals[zdroj⁠?!]
- 12. prosinec – Alan Ward, The Honeycombs[zdroj⁠?!]
- 14. prosinec – Stanley Crouch, hudební kritik[zdroj⁠?!]
- 20. prosinec – Peter Criss, Kiss
- 23. prosinec – Ronald Busby, Iron Butterfly
- 24. prosinec – Lemmy, Motörhead
- 25. prosinec – Noel Redding (Jimi Hendrix Experience) († 2003)
- 27. prosinec – Clarence Barlow[zdroj⁠?!]
- 30. prosinec – Davy Jones